# サイエンスロマン 青い惑星
『サイエンスロマン 青い惑星』（サイエンスロマン あおいわくせい）は、NHK総合テレビジョンで1981年3月29日から4月2日の毎晩19:30ｰ20:00に生放送された、化学教養番組である。
この番組は、1980年8月に6夜連続で生放送された『パノラマ太陽系』からの流れで作られた続編の位置づけで、宇宙空間の中で誕生した地球の歴史、その地球で育まれてきた生命の起源、そして原始人から現在のヒトに発展するまでの経緯を、その当時の研究成果を全世界各地から取り寄せ、それを基とした資料映像やアニメーションなどを交えて解説した内容だった。

## 出演
- 司会（解説）・監修:松井孝典（当時東京大学助手）
- ナレーター:槇大輔
- 主題歌:「空色の渚」（作詞:来生えつこ、作曲・歌唱:来生たかお）

## 放送されたテーマ
1. 地球誕生
2. 生命の起源
3. 大陸と大洋
4. 恐竜時代
5. 人類への道

## 関連番組
- パノラマ太陽系（1980年8月）
- 地球大紀行（1987年度 NHK特集）